# Montechiaro Denice
Montechiaro Denice è stato un comune italiano sparso di 1 691 abitanti, parte della provincia di Alessandria, in Piemonte. Il comune fu il risultato della fusione dei due comuni soppressi di Montechiaro d'Acqui e di Denice, entrambi nella provincia di Alessandria, eseguita nel 1929 nell'ambito delle migliaia di fusioni imposte in epoca fascista. I due comuni torneranno alla propria autonomia nel 1946 e ciò portò di conseguenza alla cessazione del comune di Montechiaro Denice.

## Società

### Evoluzione demografica
Abitanti censiti

## Geografia antropica
La sede del comune era Montechiaro Piana, attualmente frazione del comune di Montechiaro d'Acqui e situata vicino al confine fra i due comuni (il fiume Bormida). Tale spostamento si accompagnò a un progressivo spostamento della popolazione di Montechiaro dall'ex capoluogo, situato in collina, all'ex frazione, situata nella pianura lungo la strada statale 30 di Val Bormida e dotata di collegamento ferroviario grazie alla stazione di Montechiaro-Denice. Lo spostamento della popolazione continuerà anche nel dopoguerra, nonostante il ritorno del comune nella sua vecchia sede in seguito alla ricostituzione dei due antichi comuni.